# Riviera di Levante

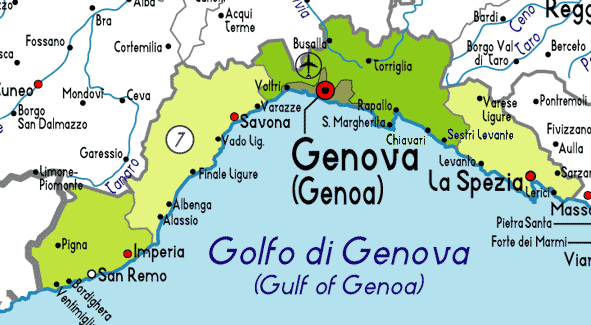
Karte mit der Riviera di Levante von Genua bis La Spezia im östlichen Teil des Golfs von Genua

Die Riviera di Levante (im Ligurischen: Rivëa de Levante) ist eine geographische Küstenregion innerhalb der italienischen Region Ligurien und ein Teilabschnitt der Italienischen Riviera. Sie erstreckt sich östlich der Regionalhauptstadt Genua bis zur Mündung des Flusses Magra in der Provinz La Spezia. Gelegentlich wird als westliche Grenze der nördlichste Punkt des Ligurischen Meers nahe der Mündung des Flusses Leira angegeben. Dann beinhaltet die Riviera di Levante das gesamte Stadtgebiet Genuas mit Ausnahme der Viertel Crevari und Vesima.
Geographisches Gegenstück der Riviera di Levante ist die Riviera di Ponente, welche sich von der westlichen Stadtgrenze Genuas (beziehungsweise dem Fluss Leira) bis zur französischen Grenze bei Ventimiglia erstreckt.

## Name
Der Name Riviera leitet sich vom Lateinischen ripa (Ufer) ab, das sich im genuesischen Italienisch in riva verändert. Mit Riviera wurde die unter genuesischem Einfluss stehende Küstenregion bezeichnet, geteilt in einen Westteil (ponente, wo die Sonne „sich setzt“) und einen Ostteil (levante, wo die Sonne „sich erhebt“).

## Untergliederung
Die Riviera di Levante wird in verschiedene Hauptzonen unterteilt. Von West nach Ost sind dies der östliche Abschnitt des Golfes von Genua, der Golfo Paradiso und der Golfo di Tigullio.
Nach dem Küstenabschnitt zwischen Chiavari und Sestri Levante schließt sich die Riviera von La Spezia mit den Cinque Terre an. Weiter östlich folgt der Golf von La Spezia und von der Mündung der Magra bis zur Regionalgrenze mit der Toskana die Küste von Sarzana.

## Gemeinden
Im Küstenverlauf von West nach Ost liegen folgende Gemeinden an der Riviera di Levante:
| Metropolitanstadt/Provinz | Gemeinde |
| ------------------------- | --- |
| Metropolitanstadt Genua   | Bogliasco, Pieve Ligure, Sori, Recco, Camogli, Portofino, Santa Margherita Ligure, Rapallo, Zoagli, Chiavari, Lavagna, Sestri Levante, Moneglia |
| Provinz La Spezia         | Deiva Marina, Framura, Bonassola, Levanto, Monterosso al Mare, Vernazza, Riomaggiore, Porto Venere, La Spezia, Lerici                           |